# جيم بيك (مقدم برامج إذاعية)
جيم بيك (بالإنجليزية: Jim Peck)‏ هو مقدم برامج إذاعية أمريكي، ولد في 5 يونيو 1943 في ميلواكي في الولايات المتحدة.

## وصلات خارجية
- جيم بيك على موقع IMDb (الإنجليزية)